# Croton pycnadenius
Croton pycnadenius är en törelväxtart som beskrevs av Johannes Müller Argoviensis. Croton pycnadenius ingår i släktet Croton och familjen törelväxter. Inga underarter finns listade i Catalogue of Life.